# Daniel Boivin
 (février 2023).
Daniel Boivin (né en 1959 à Dolbeau dans la province de Québec au Canada) est un journaliste et écrivain québécois.

## Biographie
Daniel Boivin obtient un diplôme d'études collégiales (option sciences humaines) au Cégep de Saint-Félicien. Il obtient aussi un baccalauréat en littérature française à l'Université du Québec à Chicoutimi.
Il travaille comme journaliste à L'Étoile du Lac, un hebdomadaire de Roberval, et à la radio de Radio-Canada au Saguenay—Lac-Saint-Jean, au sein de l'équipe radiophonique du matin de l'émission « C’est jamais pareil », avant de prendre sa retraite à l'automne 2020.

### Romans
- À Cause du Train
- Trois nuits au Colibri